# Geografia di Pescara
La città di Pescara è situata sulla costa adriatica a 4 metri di altitudine s.l.m., e si sviluppa intorno alla foce dell'omonimo fiume occupandone tutta la parte terminale della sua vallata. 
Il tessuto urbano si sviluppa su un'area pianeggiante a forma di T, occupando oltre alle zone pianeggianti del litorale e del fondovalle anche le colline circostanti, culminanti ad un'altezza di circa 180 metri sul livello del mare nella parte nord dell'area comunale.

## Geografia fisica

### Posizione
Il valore strategico che ha sempre caratterizzato il territorio è dato dall'essere alla confluenza dell'attraversamento dell'Appennino centrale, collega Roma con la città, e la dorsale adriatica. Le origini commerciali dell'insediamento risalgono al V secolo a.C., quando il popolo italico dei Vestini fece di Pescara il proprio scalo marittimo, condiviso con i vicini Peligni e Marrucini. La cittadina divenne quindi nel XVI secolo, con la costruzione della Fortezza di Pescara, un importante presidio militare del Regno di Napoli. L'importanza strategica del luogo segnò la città durante la Seconda guerra mondiale: il nodo ferroviario pescarese infatti attirò sulla città numerosi e distruttivi bombardamenti. Situata a 160 chilometri da Ancona, 190 da Foggia e 210 da Roma, la città deve la massima parte del suo sviluppo alla posizione centrale nelle principali vie di comunicazione dell'Italia centrale.

### Costa

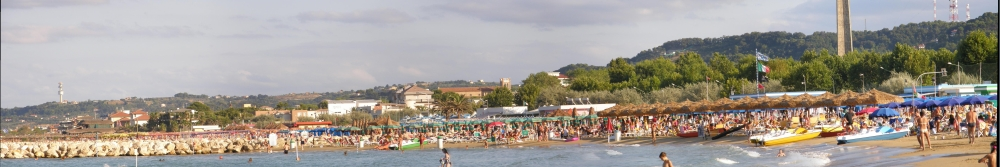
Il lungomare Sud: sulla destra l'obelisco del teatro D'Annunzio

La costa è bassa e sabbiosa: la spiaggia si estende senza soluzione di continuità a nord e a sud del fiume e, nella parte settentrionale (presso la Pineta di Santa Filomena), raggiunge la larghezza di circa 140 metri. Nella parte meridionale la pineta è più diradata nei pressi della spiaggia, conservandosi in massima parte all'interno della Pineta Dannunziana.

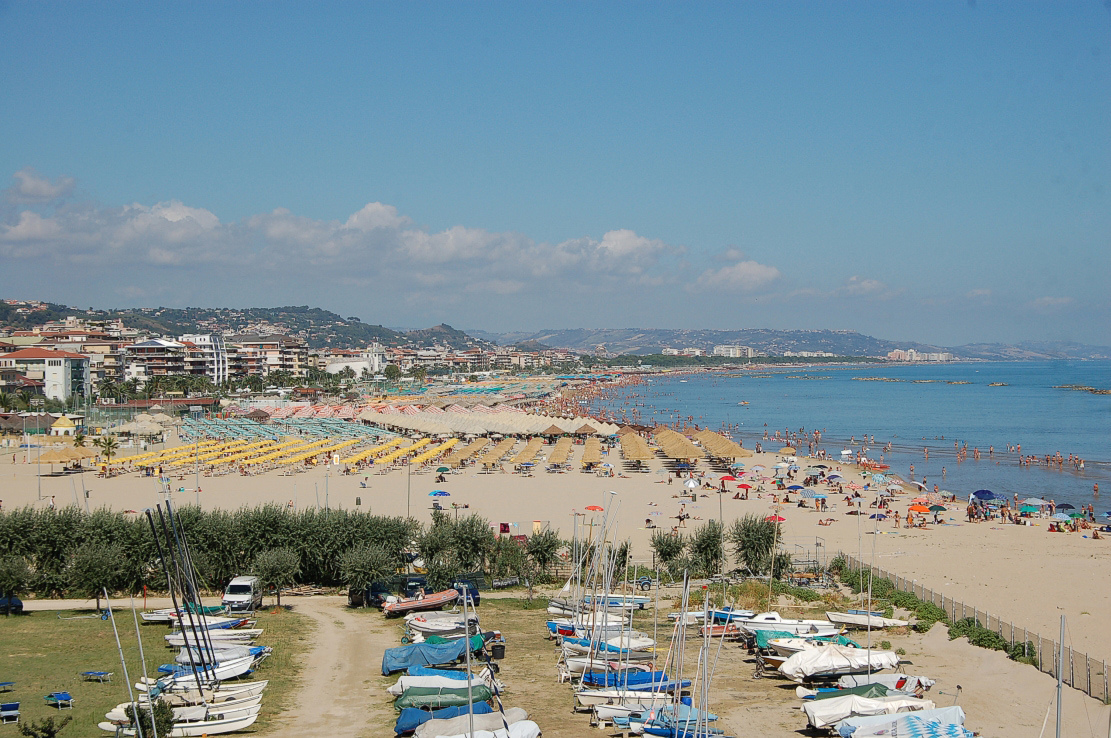
Il lungomare Nord visto dal ponte del mare

### Colline

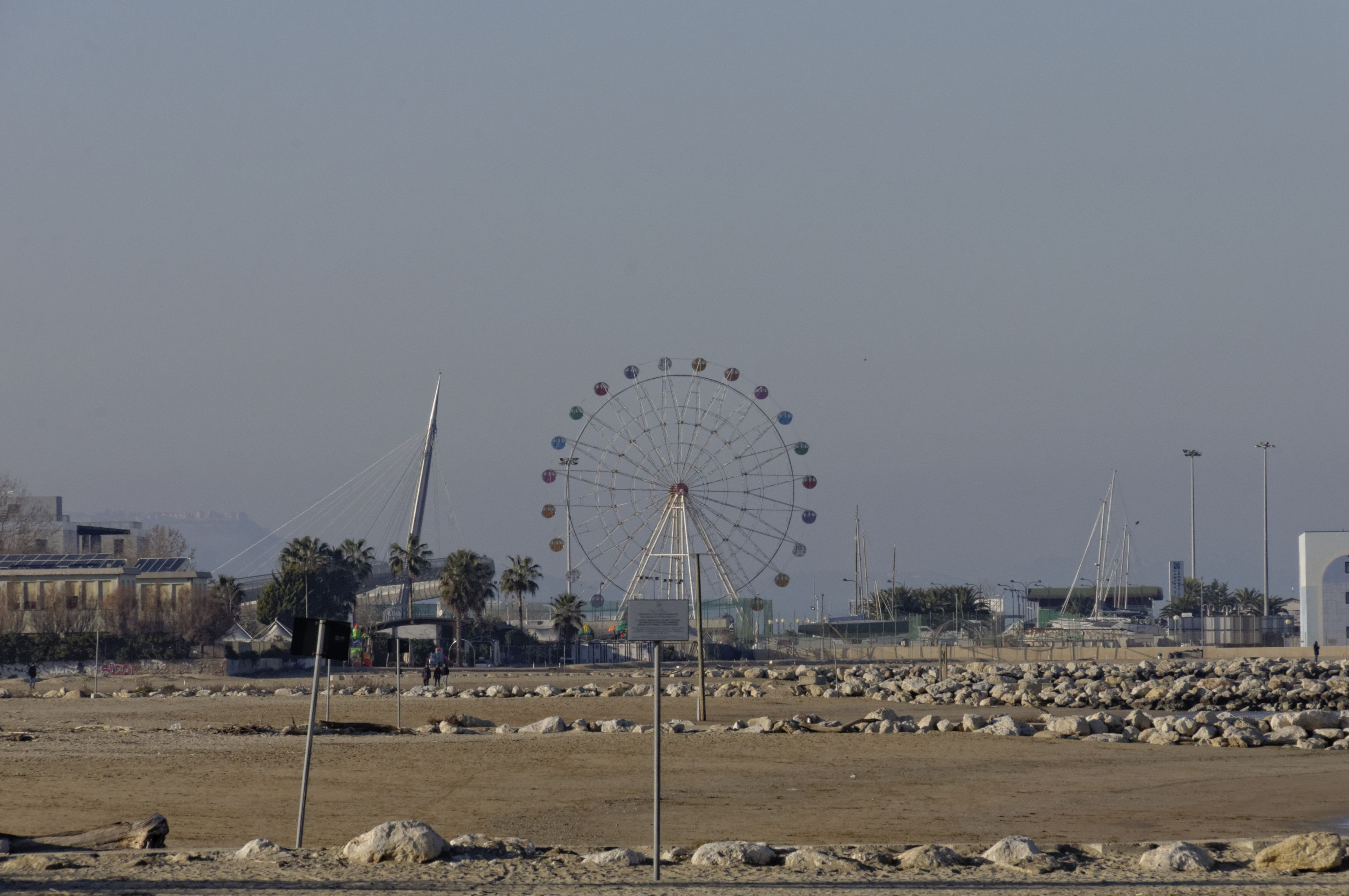
La spiaggia in prossimità del porto

Le colline intorno alla città hanno una stratigrafia geologica di natura sabbiosa. I principali colli della città sono i colli del Telegrafo, Marino, Innamorati e di Mezzo, che si trovano nella zona nord-ovest della città, mentre i colli Renazzo, Orlando, Pizzuto e Breccia si trovano nella zona sud-est, nei pressi di San Silvestro.
| Nome del colle      | Altezza in m |
| ------------------- | ------------ |
| Colle del Telegrafo | 140          |
| Colle Renazzo       | 136          |
| Colle Innamorati    | 128          |
| Colle Marino        | 98           |
| Colle Pizzuto       | 90           |
| Colle di Mezzo      | 85           |
| Colle Breccia       | 68           |
| Colle Caprino       | 170          |
| Colle Cervone       | 210          |

## Geografia antropica e urbanistica

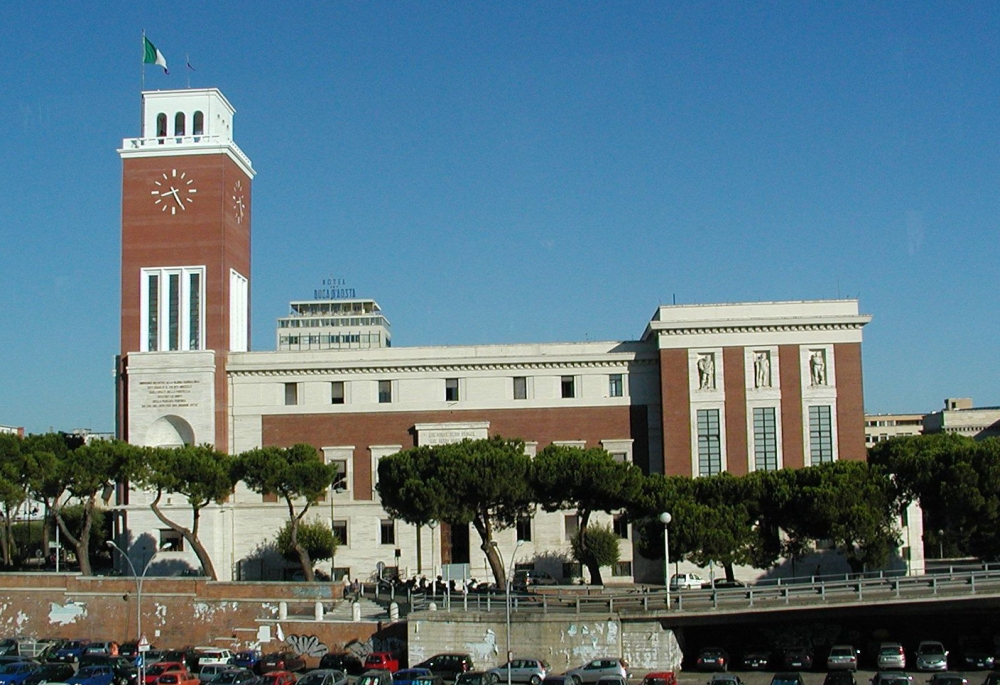
Palazzo di Città

Tra il 1510 e 1557 fu eretta a cavallo tra le due sponde del fiume Pescara una fortezza, sui resti delle precedenti fortificazioni bizantine, per volere di Carlo V; il progettista concepì un pentagono irregolare con 7 bastioni ai vertici. In età napoleonica Castellammare Adriatico, sulla sponda nord del fiume (che allora contava circa 1 500 abitanti), si separò amministrativamente dalla fortezza pescarese diventando comune autonomo, aggregato al distretto di Penne (1807).
Dopo l'incorporazione al nascente Regno d'Italia e fino agli inizi del Novecento, Castellammare e Pescara conobbero un primo, sostanziale sviluppo economico e un considerevole aumento della popolazione (particolarmente significativo nel ventennio 1881-1901). Fondamentale per lo sviluppo delle due cittadine fu l'arrivo della ferrovia Adriatica nel 1863, che stimolò la "discesa a valle" di Castellammare e la demolizione della fortezza a Pescara, dando il primo grande impulso allo sviluppo della città.
Nel 1912 Antonino Liberi progettò un intero quartiere in stile liberty, con 52 villini immersi nella Pineta Dannunziana appena bonificata ed avente il fulcro nel Kursaal, un padiglione culturale nato come stabilimento balneare e circolo ricreativo. L'idea, che però troverà solo parziale realizzazione, fu quella di realizzare una città giardino.
Il 2 gennaio 1927 venne firmato il decreto di unificazione delle due città sotto il nome di Pescara e la contestuale elevazione a capoluogo di provincia.
L'espansione urbana della città proseguì nel periodo del regime fascista, che dotò la città di nuovi e monumentali edifici pubblici (furono edificati tra gli anni '20 e gli anni '40 il ponte Littorio, il Palazzo di Città, il Palazzo del Governo, la centrale del latte, il Palazzo delle Poste, l'ospedale e diverse scuole e chiese). Alla fine del secondo conflitto mondiale iniziò una fase di enorme crescita urbana favorita dal massiccio fenomeno di immigrazione interna abruzzese dall'interno verso la costa, con particolare rilevanza del periodo compreso tra gli anni '60 e '80, che ha portato alla nascita dei vari quartieri in cui si suddivide la città. 

### Periodo romano: Aternum

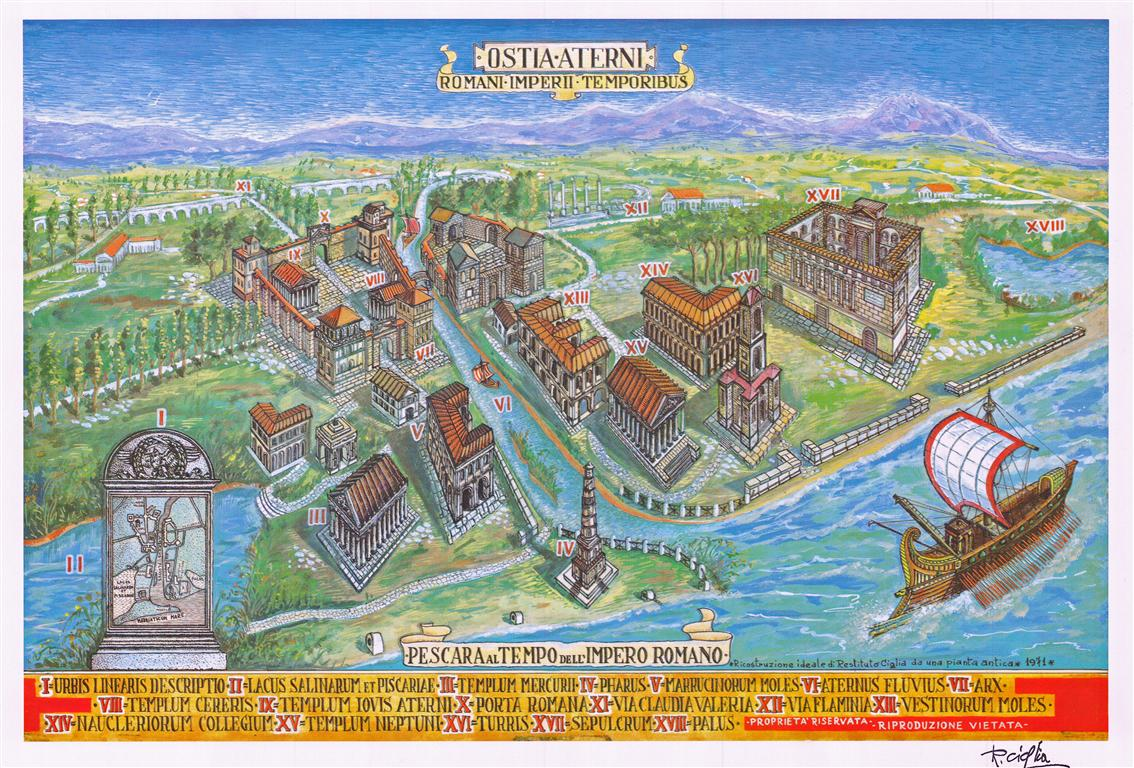
Ricostruzione artistica di Aternum

Le prime cronache della realtà pescarese risalgono alla conquista romana del I secolo a.C., sebbene delle casupole esistessero sin dall'epoca italica, quando i Vestini colonizzarono l'area cittadina ai piedi del colle del telegrafo (dove sono stati trovati reperti del neolitico), sancendo il controllo del fiume Aterno sino allo sbocco portuale, insieme alle realtà di Cerrano a nord (Matrinum, porto di Hadria) e Ortona a sud. Si ipotizza che il centro italico di Ostia Aterni fosse situato un po' più a monte della foce, proprio nell'odierno centro storico, laddove sorgeva il ponte che collegava le due rive. Gli storici ipotizzano un nucleo romano classico: un tracciato stradale dominato dall'intersezione di cardo e decumano, che coincidevano con le due principali arterie della città: la Claudia-Valeria proveniente da Roma e la Flaminia diretta a nord, che successivamente si chiamerà via Frentana e nuova Giulia-Adriatica.
La zona della foce ospitava le attività portuali e costruzioni commerciali; le case si disposero lungo la via consolare presso l'imbocco del ponte e lungo la sponda verso la foce. Il raccordo delle due direttrici fece pian piano assumere ad Aternum una forma triangolare, oppure a trapezio allungato sulla sponda del fiume; da alcune mappe disegnate riguardo alla ricostruzione topografica dell'antica Aternum, sono visibili i resti di una torre di guardia per l'accesso al porto e di un faro posto sulla penisoletta che si protendeva come difesa trasversale dai marosi.
Accanto alla torre vi era un sepolcro, e vicino il tempio di Nettuno, Dio dei mari, di fronte al collegio dei nocchieri. La via Flaminia, che arrivava da nord fino alla cittadina, aveva una derivazione che portava sino alla foce, dove vi erano i magazzini utilizzati dai mercanti Vestini. Sulla riva destra si trovavano invece i magazzini dei Marrucini e dei Frentani, che confluivano sulle vie Valeria e Frentana. Le due sponde erano congiunte da un ponte in muratura che varcava il fiume all'altezza del vecchio ponte ferroviario. Il fiume anticamente aveva una foce a delta, e si biforcava verso settentrione con la diramazione nominata Aterni septentrionale Ostium, che proseguiva rettilinea verso il mare, e terminava in uno stagno costiero paludoso, detto Palus. Si ipotizza che tale biforcazione si diramasse dal fiume nei pressi di piazza Luigi Pierangeli. Un altro braccio del fiume volgeva a meridione e sfociava in una palude costiera molto più vasta, il lacus Salinarum (lago delle saline). Resti della pavimentazione romana di un importante edificio sono stati rinvenuti a ridosso del Museo delle genti d'Abruzzo, sulla golena sud, con un mosaico a tessere bianche e nere. Si attesta l'esistenza del ponte romano, sebbene parzialmente crollato, sino al 1703, quando crollarono definitivamente gli ultimi piloni (ed il ponte di legno che vi era stato costruito sopra). Fu rimpiazzato prima da un ponte di barche e poi, nel 1893, da uno in ferro; era presente in città il tempio dedicato a Giove Aternio, che dal VII-VIII secolo veniva usato sia dai cristiani che dalla popolazione di fede ebraica, intitolato a santa Maria di Gerusalemme. La chiesa rimase in piedi sino al XIII secolo, quando venne sostituita da un modesto edificio demolito nel tardo Ottocento. Nel XVIII secolo venne iniziata la costruzione di una nuova grande chiesa, che avrebbe dovuto sostituire la vecchia santa Gerusalemme, ma l'edificio restò incompiuto, ed il grande portale di accesso alla chiesa divenne una nuova porta cittadina, un arco che permetteva l'accesso da sud alla cittadella antica, e per questo nominato volgarmente Portanuova, toponimo in seguito esteso a tutto il quartiere. Anche questa costruzione venne smantellata a fine 1800.

### Dal Medioevo al Cinquecento
Successivamente alla caduta dell'Impero romano d'occidente del 476, non si hanno notizie di Pescara sino al VI secolo d.C., quando venne conquistata dai bizantini durante la Guerra greco-gotica. Conquistata in seguito dai Longobardi, Aterno assunse il toponimo Piscaria. Il feudo fu sotto la giurisdizione dell'abbazia di Montecassino, e poi dal XII secolo sotto san Giovanni in Venere, fin quando nel 1140 i Normanni la conquistarono. Passando di feudatario in feudatario, tra cui il poeta Sordello da Goito, Pescara non conobbe grandi modificazioni all'impianto urbano fino al 1510, con la decisione Carlo V d'Asburgo di costruire la fortezza. Nei registri delle chiese di san Giustino e di san Giovanni in Venere si dà conto che già nel XII-XIII secolo la città era dotata di diverse chiese: una dedicata al Salvatore, a san Cetteo, a san Tommaso, a santa Maria di Gerusalemme e a san Nicola. Molte di queste chiese vennero assorbite dai successivi monasteri che si crearono dal XIII secolo come quello di san Francesco in largo dei Frentani, quello di sant'Agostino e delle benedettine (che si trovava nell'area del mercato coperto di Portanuova). Delle chiese storiche sopravvisse, almeno sino alle soglie del XX secolo, solamente la modesta chiesa del santissimo Sacramento, sostituita negli anni 30 dall'odierna san Cetteo.

### Portanuova

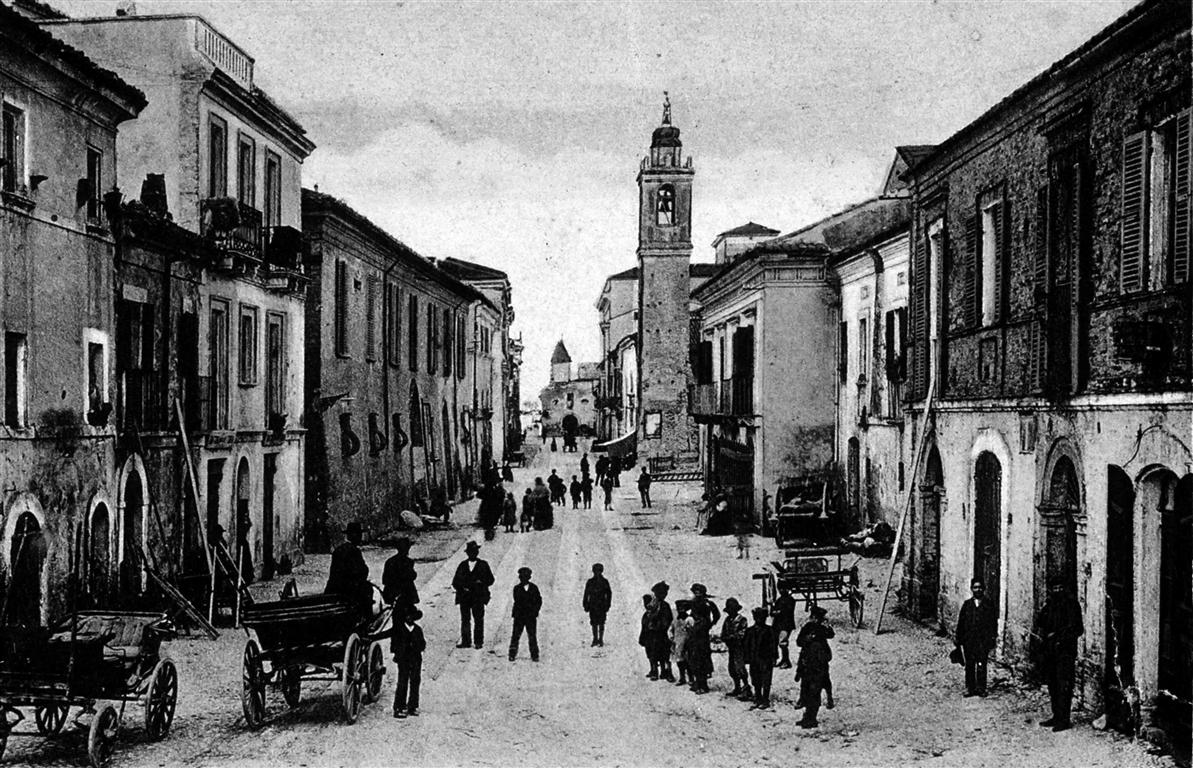
Veduta del primo '900 dell'attuale via D'Annunzio: sulla destra è visibile il campanile della vecchia chiesa del SS. Sacramento

La piazzaforte rimase inalterata nel suo aspetto sino ai primi anni del XVIII secolo, quando le antiche fortificazioni vennero progressivamente smantellate, lasciando in piedi solo i tratti di via Orazio, via delle Caserme e piazza Unione. Il muro della vecchia cinta normanna sul lato meridionale venne progressivamente assorbito dai fabbricati civili e religiosi, lo spazio fra tale lato (appunto via dei Bastioni) e i nuovi bastioni (via Conte di Ruvo) venne lasciato sgombro per servire come luogo di manovra e piazza d'armi. L'altro lato della vecchia cinta normanna lungo il fiume era una lunga cortina, sulla quale venne addossato un fabbricato adibito a magazzini e in parte alle carceri (il lungo edificio di via delle Caserme, che si estendeva dal ponte romano sino al castello-bastione San Cristoforo di piazza Unione).
Questa porzione resiste ancora oggi, e dal 1982 ospita il Museo delle Genti d'Abruzzo. L'edificio si mantiene abbastanza conservato, malgrado l'arco di stile moderno eretto in luogo dell'antica porta di accesso, bombardata nel 1943. Nelle carte storiche degli edifici religiosi e civili, si individuano le piante delle chiese del santissimo Sacramento (ancora visibile in fotografie di fine Ottocento, prima che nel 1929-38 fosse demolita), la chiesa del Rosario (in via dei Bastioni) e la chiesa di San Giacomo (largo dei Frentani). Dopo i disastrosi bombardamenti del settembre 1943, queste due chiese andarono distrutte, e si preferì costruire altre strutture, come la nuova chiesa dell'Adorazione ed il moderno palazzo del Genio civile.
Il piccolo borgo era diviso in 3 contrade: quella di via delle Caserme, la contrada di corso Manthoné (allora via di Mezzo) e la contrada di via dei Bastioni; vi erano due piazze, piazza del Panificio, oggi piazza Unione, a levante ed un'altra a ponente, piazza del Municipio, oggi Garibaldi. Sulla riva sinistra, a cui si accedeva con un ponte di barche dopo il crollo del ponte romano, le abitazioni civili erano scarsissime, e vi sorgevano solamente la caserma di cavalleria (dove oggi si trova la questura con l'ex cappella settecentesca del Carmine). accanto al bastione San Vitale (demolito dopo il 1945, allora era usato come deposito) e Villa Rampigna (oggi campo sportivo, dove sorgeva il bastione) che accoglieva le guarnigioni dei militari con la piccola cappella della Madonna del Carmine. Dalla parte esterna le mura del fortilizio erano lambite dalle acque stagnanti delle paludi; sulla riva sinistra le acque della Vallicella, comprese fra il fiume e via Ravenna, occupavano quasi tutta l'area dell'odierno centro di Pescara.

### Dal Settecento all'Ottocento
Sulla destra del fiume c'era l'altra palude della Palata, che si estendeva nella zona attualmente compresa tra viale Marconi ed il mare, al tempo nota come zona delle saline (l'attuale lungomare Colombo era invece chiamato "Marevecchio"). Dal grande assalto della flotta ottomana del 1556, guidato dall'ammiraglio Piyale Paşa e respinto dal condottiero Giovan Girolamo Acquaviva duca di Atri, Pescara non subì attacchi rilevanti sino alla guerra di successione spagnola del 1707. Gli austriaci occuparono il Regno di Napoli ed arrivarono a Pescara il 7 settembre di quell'anno, mentre gli spagnoli si asserragliavano con pochi uomini, capitanati dal duca Giovan Girolamo II Acquaviva, e furono costretti a capitolare dopo un lungo assedio. Gli austriaci abbandonarono la fortezza solo nel 1734, dopo aver a loro volta subito l'assedio degli spagnoli, che aprirono una breccia nel bastione San Vitale.
La fortezza fu coinvolta anche nelle guerre napoleoniche: nel 1799 Pescara fu occupata dalle truppe francesi, venendo però riconquistata dalle milizie borboniche nel maggio dello stesso anno. Nel Settecento, al livello urbano, 2 terzi della popolazione erano disseminati ormai fuori dalle mura, divisi in due agglomerati distinti: Pescara a sud, inclusa nel distretto di Chieti, e Castellammare Adriatico, a nord del fiume, nato sui colli retrostanti. Il primo nucleo nella parte bassa di Castellammare si andò formando presso la selva dei Ciappini, un'area boschiva che si estendeva dalla depressione della Vallicella fino al fosso Mazzocco, nelle zone attualmente comprese fra via Regina Margherita e corso Vittorio Emanuele II (allora conosciuto come provinciale per Teramo). Tuttavia la zona collinare restò il baricentro del paese fino alla fine del 1800.

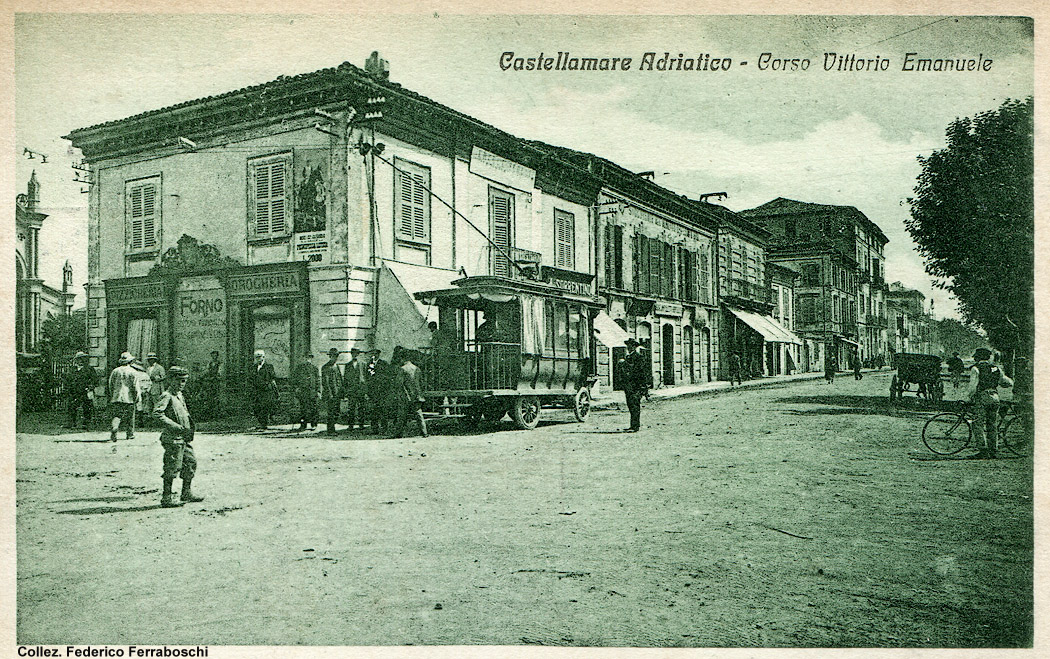
Corso Vittorio Emanuele II nel 1910, incrocio con corso Umberto I nell'allora Castellammare Adriatico

In quel periodo l'aspetto del litorale di Pescara era molto simile a quello di Castellammare, con una vasta estensione di pini che comprendeva il territorio tra Palata e il fosso Vallelunga, fino a Francavilla al Mare; le prime operazioni di bonifica delle due paludi furono del 1819, interrotte però l'anno seguente; vennero poi riprese nel 1834 con l'insabbiamento della Vallicella e la trasformazione della Palata in insenatura marina (il lago della Pineta Dannunziana), avviando quel processo di urbanizzazione con villini altoborghesi, che ebbe l'apogeo tra la fine dell'Ottocento e il primo Novecento.
Castellammare nel frattempo si stava sviluppando lungo l'ormai quasi del tutto bonificata Vallicella, soprattutto in seguito alla costruzione della stazione centrale nel 1863, lungo le due direttrici principali di corso Vittorio Emanuele II e corso Umberto I fino al mare. Più ad est, sulla sponda nord del fiume, si andava formando il rione del borgo marino, borgata popolare abitata prevalentemente dai pescatori, tutti paganti l'affitto al barone De Riseis, proprietario dei terreni della zona che qui aveva la sua villa e le sue piantagioni (dove oggi sorge l'omonimo parco pubblico). Alcuni edifici del vecchio borgo marino sono ancora esistenti, occupando le zone di via Gobetti, via Puccini, via Lazio e via don Bosco.
Le prime attività di tipo industriale nella pianura castellammarese sorsero già alla fine del XVIII secolo, sviluppandosi dalla fornace Muzii (con annessa cappella di Sant'Anna), in parte ancora conservata lungo il viale G. Bovio. Presso la fornace, che sino agli anni '60 era ancora adorna dell'ingresso monumentale ad arco con orologio, si trovava la villa di Leopoldo Muzii, sindaco illuminato di Castellammare che adottò i primi piani regolatori per lo sviluppo edilizio, facendo bonificare le aree circostanti, realizzando gli impianti fognari, provvedendo all'istituzione delle prime scuole e spostando definitivamente la sede comunale dalla sede collinare nella sede di viale Bovio dove oggi opera il Conservatorio Luisa D'Annunzio.

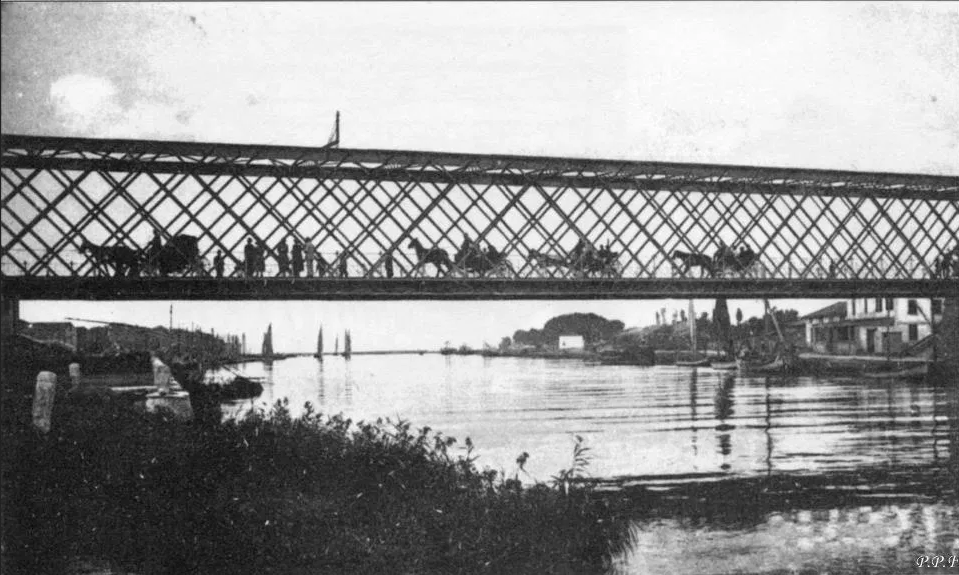
Ponte di ferro sulla Pescara

Ben presto Castellammare andò concentrandosi verso il mare, appunto lungo i due assi di corso Vittorio Emanuele II e corso Umberto I: all'incrocio di questi venne istituito il piazzale del mercato, dedicato dapprima a Vittorio Emanuele II e attualmente al Sacro Cuore, dal nome della parrocchia che vi venne eretta nel 1886. Lo sviluppo della città veniva dunque "conteso" da due direttrici, da una parte in direzione dello scalo ferroviario e di Pescara, dove si trovavano le varie casupole dei ferrovieri in gran parte demolite dai primi anni '30 per monumentalizzare il corso Vittorio Emanuele II, mentre dall'altra verso nord, nelle zone di viale Bovio e viale Muzii, dove risiedevano gli uffici pubblici e gli interessi dei latifondisti e proprietari del tempo.
Come diretta conseguenza della sistemazione degli impianti ferroviari della linea Ancona-Foggia (1862), Pescara cominciò a svilupparsi fuori dall'antico abitato delle mura, sulla riva meridionale del fiume, in una vasta area pianeggiante. Le prime demolizioni della fortezza, il tratto di via Orazio del bastione San Rocco-Sant'Antonio, furono provocate proprio dalla necessità di costruire la ferrovia e la stazione Porta Nuova; il nuovo ponte ferroviario venne costruito al posto del precedente in legno, appoggiandosi a destra sui resti del bastione Sant'Antonio. Nuove vie vennero costruite nel 1869, con lo sviluppo sempre maggiore della città: un'uscita fu disposta fuori dal bastione San Nicola (via Conte di Ruvo all'incrocio con viale Marconi), la seconda ad ovest del bastione San Rocco con il sottopassaggio nel rilevato della ferrovia, ed infine un'altra aperta verso la campagna a sud in corrispondenza di viale D'Annunzio.

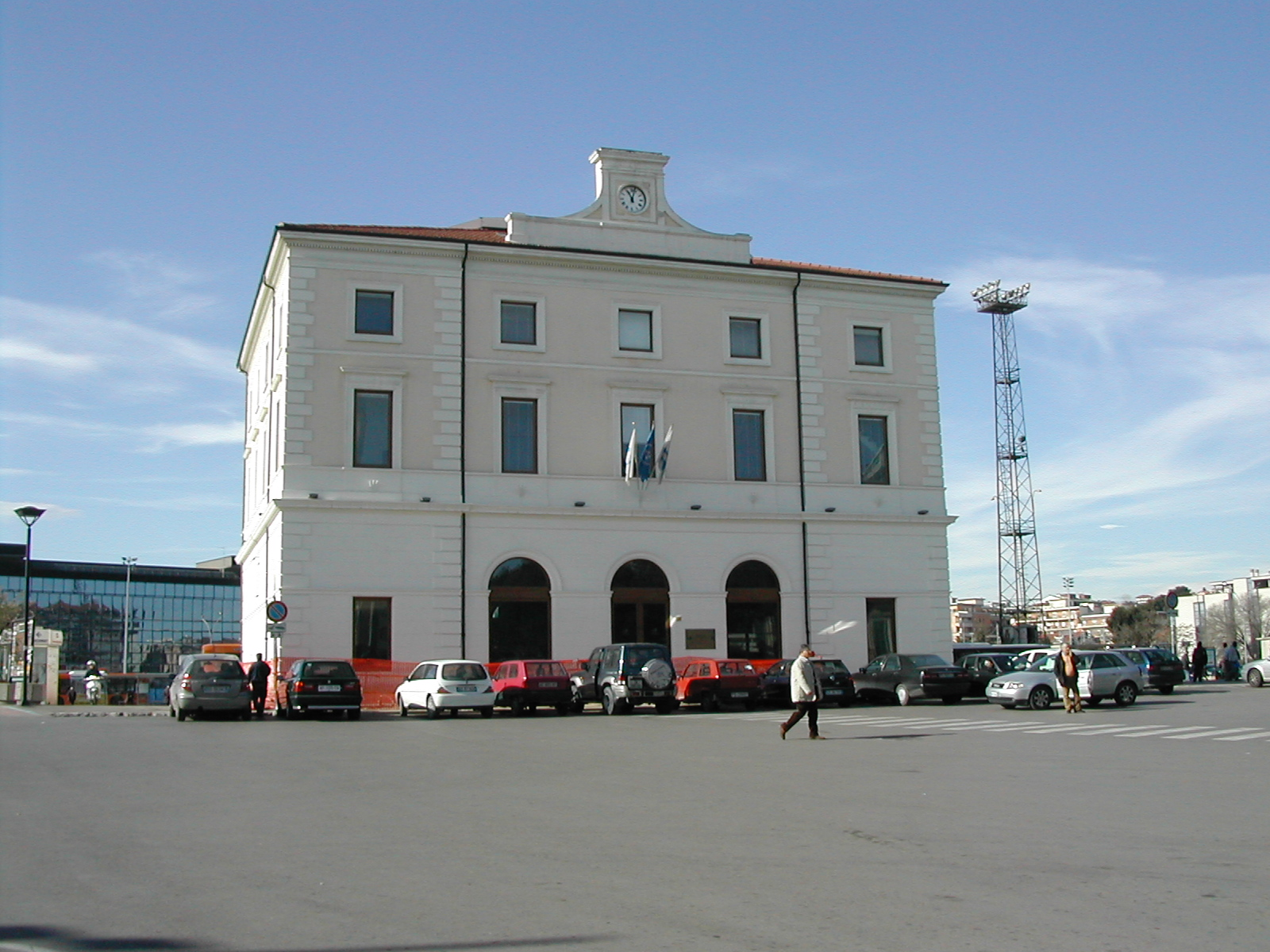
Storica stazione di Pescara Centrale, già stazione di Castellammare Adriatico

Una pianta del 1886 testimonia lo sviluppo della città a sud, verso la Pineta. In base al piano di ampliamento del 1884 furono costruiti il corso della Marina (via Conte di Ruvo) con i giardini di piazza XX Settembre (oggi piazza Alessandrini), e corso Umberto I (oggi viale d'Annunzio, all'altezza del teatro Michetti e della chiesa di San Cetteo). Il corso della Marina, parallelo a via dei Bastioni, scorreva dall'uscita est del bastione San Nicola a quella ovest del bastione San Rocco, ed andava ad unirsi (oggi tramite un sottopassaggio ferroviario) alla via Tiburtina. Il secondo corso iniziava da piazza del Municipio (oggi Garibaldi), all'incrocio con corso Manthoné, e dopo aver incrociato via Conte di Ruvo, terminava in una semplice piazza rotonda in aperta campagna, all'altezza dell'ex Caserma Di Cocco. Lungo queste direttrici iniziarono a sorgere le prime ville e palazzi in stile eclettico, molti delle quali progettate da Antonino Liberi. Il ponte metallico che univa le rive di Pescara e Castellammare fu ultimato nel 1893: la sua costruzione fu un evento molto importante per le due cittadine, in quanto in precedenza l'unico collegamento era il precario ponte di barche, essendo gli altri ponti sul fiume Pescara di Villanova e di Alanno a vari km di distanza dalla città. Nel 1910 via Vittoria Colonna segnava il limite meridionale dell'abitato, dove iniziava la campagna. Fu più complesso lo sviluppo della contrada Rampigna, al di là del fiume, poiché il territorio pur appartenendo al comune di Pescara era al centro di numerose dispute e contese con il comune dirimpettaio di Castellammare Adriatico, e la rivalità tra le due città non permise mai il raggiungimento di accordi soddisfacenti per entrambe le parti.
A causa dei canali di prosciugamento della palude Saline, l'abitato di Pescara incontrò varie difficoltà ad espandersi verso il mare, avendo il sud come unica possibile direzione di sviluppo, allungandosi verso la Pineta, a differenza della rivale Castellammare che continuò invece la sua espansione edilizia sempre più verso la riviera, divenendo presto un rinomato centro turistico.
Il deposito delle locomotive, che in origine si trovava a Pescara, venne trasferito nel più grande scalo di Castellammare, punto di aggregazione dei ferrovieri che qui costruirono le loro case. Le differenti caratteristiche delle due realtà cittadine sono ancora oggi parzialmente riscontrabili, malgrado le distruzioni del 1943 e la tumultuosa e selvaggia ricostruzione della nuova città: Castellammare occupava tutta la fascia litoranea a nord del fiume con ville e villini lungo la riviera ed i due assi viari di corso Vittorio Emanuele II e corso Umberto I, Pescara invece era caratterizzata dalle piccole case settecentesche a uno o due piani del centro storico, dai palazzi signorili ottocenteschi di viale D'Annunzio e dai villini della Pineta Dannunziana del primo novecento.

### Il primo Novecento e l'unione

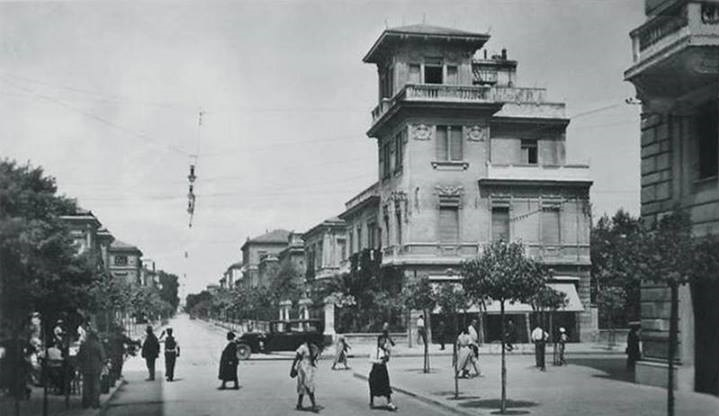
Palazzo Ciaranca, all'incrocio di viale Regina Elena e corso Umberto I

Già dai primi anni del 900 si andava formando, in parallelo all'attenuarsi delle rivalità fra i due centri, l'idea dell'unificazione delle cittadine, ma primi concreti progetti di fusione risalgono al 1922, quando su interessamento di Giacomo Acerbo e Gabriele D'Annunzio, essendo ormai evidenti le grandi potenzialità di sviluppo dell'area, iniziarono le prime attività di lobby sul governo centrale. In seguito Benito Mussolini, nel 1924, annunciò dal balcone del Circolo Aternino l'imminente costituzione della quarta provincia d'Abruzzo, e infine l'opera avvenne nel 1927, quando la città venne unita e contestualmente elevata a capoluogo di una provincia che occupava i territori dell'ex circondario di Penne (salvo il mandamento di Bisenti) e dei comuni a sud del fiume Pescara sino alla Maiella. A ricordo di questo processo fu ridenominato il piazzale del bastione San Cristoforo come piazza dell'Unione.
Negli anni seguenti al 1927 vennero completate le opere di bonifica delle ultime aree paludose a sud ed a nord del fiume, permettendo l'edificazione di nuovi quartieri a Portanuova, fra viale Marconi ed il mare; contestualmente Castellammare si estendeva con le sue ville e villini sino a piazza San Francesco, compresa tra i due assi stradali di viale Regina Margherita e viale Regina Elena. A sud del fiume il nucleo originario di Pescara vecchia aveva ormai perso il suo aspetto originario, accerchiato dalle nuove costruzioni su tutti i lati.

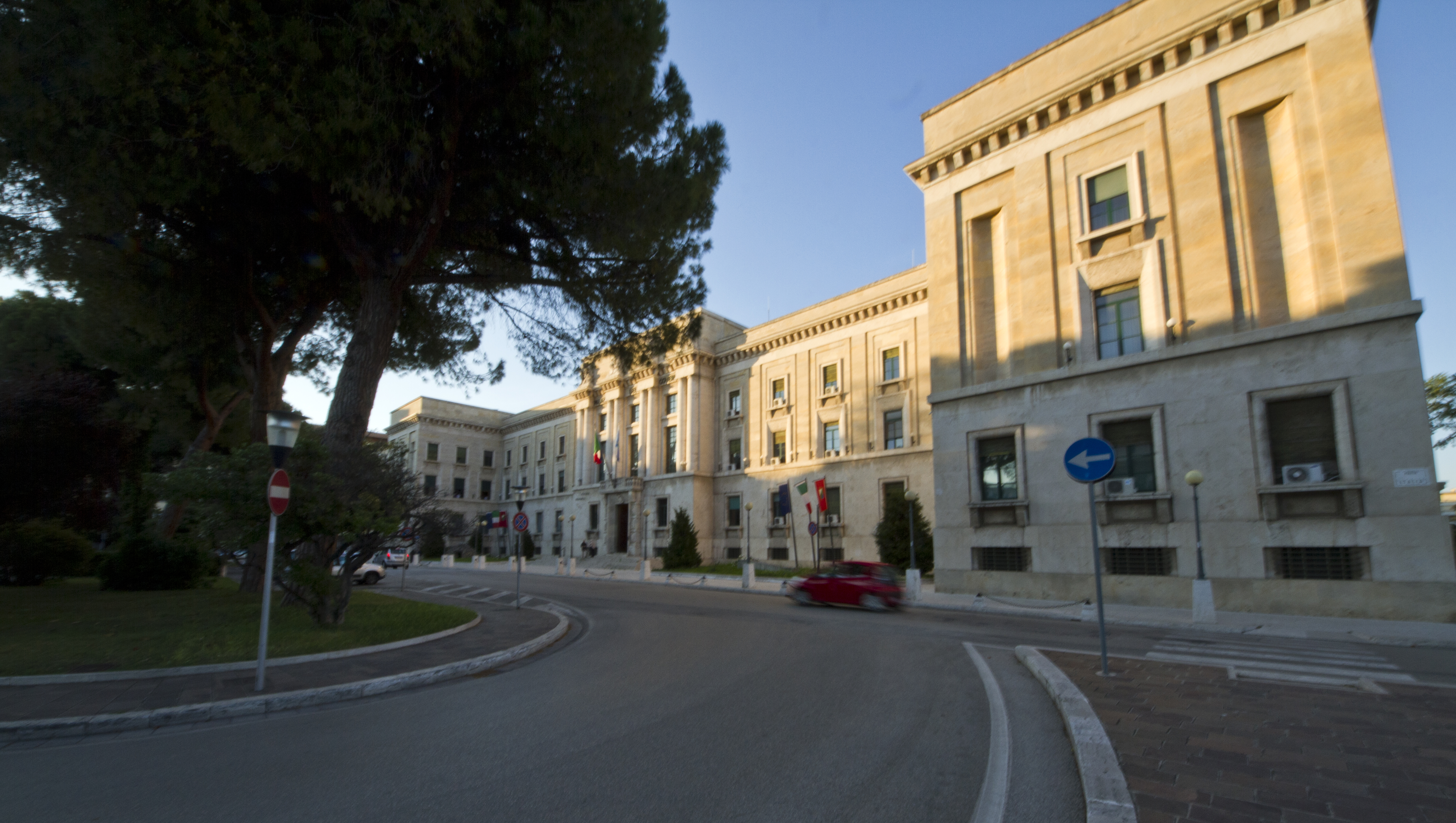
Palazzo del Governo

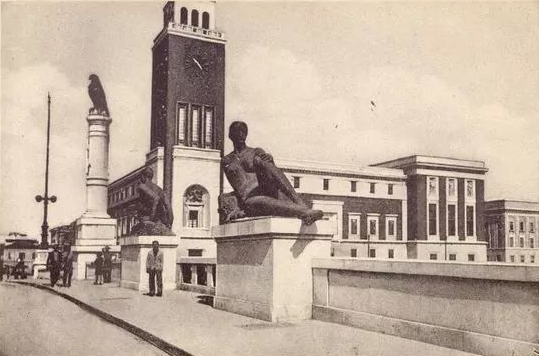
Ponte Littorio

Molti erano i villini di pregio a Castellammare, come Palazzo Ciaranca all'incrocio di corso Umberto I con viale Regina Elena, Villa Sabucchi in stile neogotico, Villa De Riseis, i palazzetti in stile eclettico di corso Umberto I ed i villini liberty della riviera.
All'ingresso del corso, affacciata sull'allora piazza del mercato, sorge la costruzione neoromanica, con accenni gotici, della chiesa del Sacro Cuore, mentre al termine del corso, sul mare, si trovavano da una parte il palazzo Verrocchio (ancora esistente, in stile eclettico), e dall'altra il teatro Pomponi (costruito nel 1922 e successivamente demolito nel 1962), che precedevano il piazzale del monumento ai caduti, dove oggi si trova fontana la Nave di Pietro Cascella.
Anche a Portanuova vennero costruiti alcuni edifici di pregio, come il palazzo della sottoprefettura (distrutto nel 1943), che sorgeva accanto alla chiesa di San Cetteo ed al teatro Vicentino Michetti del 1910, affiancato al palazzo in stile liberty di Camillo Michetti, nei pressi del vecchio arco di Portanuova. Le altre ville erette lungo via Gabriele d'Annunzio erano il palazzo Perenich (ancora esistente) progettato nel 1884 da Antonino Liberi in stile rinascimentale fiorentino, la villa della scuola "Figlie di Maria" e la villa Argentieri; più a sud nel quartiere della Pineta, nei primi del novecento venne inaugurato il Kursaal, mentre Antonino Liberi, insieme a Nicola Simeone e Paolo De Cecco, realizzavano diversi villini in stile eclettico (liberty, neogotico, neoclassico, moresco e neorinascimentale), di cui i maggiori esempi sono villa Anna, villa De Lucretiis, villa Geniola, villa La Morgia, insieme alla chiesa neoromanica di Santa Maria Stella Maris.

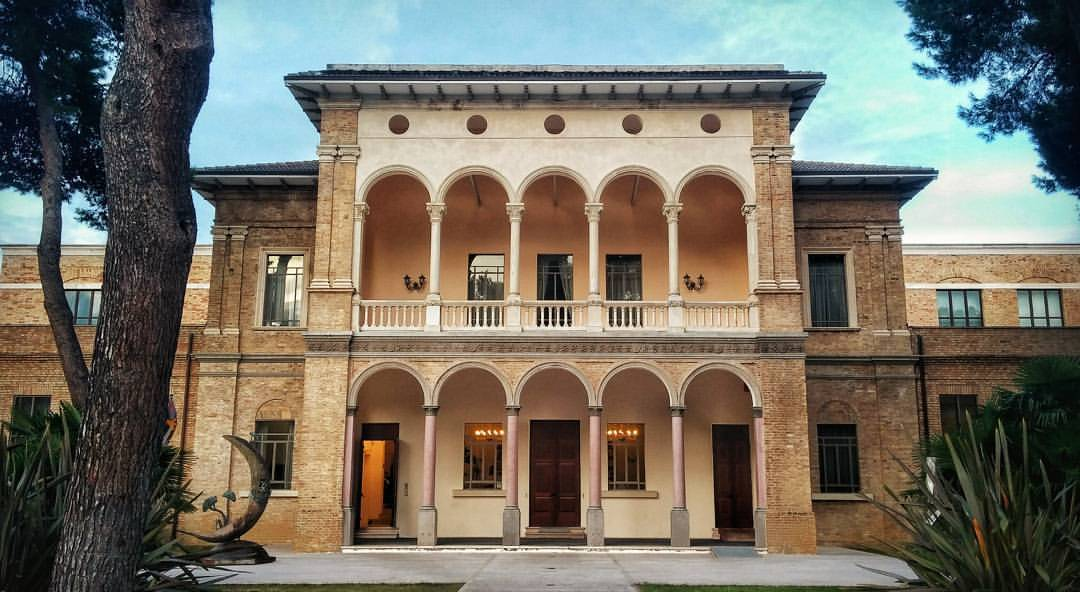
Il Kursaal Aurum

### Urbanistica di Pescara nel ventennio fascista
Il fascismo a Pescara promosse la monumentalizzazione dei due corsi Vittorio Emanuele II ed Umberto I e la bonifica delle ultime aree che ancora erano infestate dalle paludi. Per quanto riguarda la monumentalizzazione, essa prese decisivo avvio dal 1933 in poi con l'architetto De Collibus sotto il governo del podestà Giacinto Forcella. Vincenzo Pilotti e Cesare Bazzani furono incaricati di realizzare le principali infrastrutture della città, come il Palazzo di Città, il Palazzo del Governo, la Prefettura, il palazzo della Camera di commercio (allora delle corporazioni), il palazzo delle poste, la Banca d'Italia, le scuole superiori, in particolare il liceo ginnasio "Gabriele d'Annunzio" (1936) e lo scientifico "Galileo Galilei". Nel 1934 fu anche inaugurato il monumentale ponte Littorio in sostituzione del precedente in ferro, dotato successivamente di sculture bronzee femminili opera di Nicola D'Antino e di aquile littorie. Vennero poi realizzate altre infrastrutture come la centrale del latte (1934) opera di Florestano Di Fausto (demolita nel 2010 dopo anni di abbandono) e l'istituto di credito.
Negli anni fra il 1933 ed il 1938 (dopo la demolizione della precedente chiesa nel 1929 per pericoli statici), su sollecitazione anche del poeta D'Annunzio, l'architetto Bazzani lavorò al cantiere della nuova Cattedrale di Pescara, dedicata a San Cetteo, consegnando ai cittadini un edificio più moderno e ampio della duecentesca chiesetta del SS. Sacramento. Per la nuova chiesa fu scelto lo stile neoromanico all'abruzzese.

### Distruzione nella seconda guerra mondiale
Gran parte del patrimonio edilizio della città andò distrutto o gravemente danneggiato durante i bombardamenti della seconda guerra mondiale. I bombardamenti non furono seguiti soltanto dalla ricostruzione del volto monumentale di Pescara, che si apprestava ormai a diventare la città maggiore della regione già da prima del conflitto, ma vennero costruiti anche interi nuovi quartieri, col conseguente sviluppo delle aree rurali circostanti il centro abitato.
Le bombe sganciate dagli alleati il 31 agosto 1943 sulla parte di Castellammare (le zone più colpite furono quelle di via Nicola Fabrizi, corso Vittorio Emanuele II e via Carducci) furono almeno 500 per il peso complessivo di 850 quintali. Per una decina di minuti i velivoli statunitensi agirono indisturbati in città, dove non era stato attuato nessun piano di evacuazione per il pericolo, né esistevano rifugi antiaerei. Le mitragliatrici di protezione situate sui palazzi principali non entrarono in funzione, tutte le bombe caddero sulla riva sinistra del fiume, colpendo il quartiere castellamarese. L'obiettivo era di distruggere postazioni strategiche della città, le infrastrutture principali, la stazione e le postazioni militari della Wehrmacht, ma le "fortezze volanti" in realtà compirono soprattutto un massacro fra i civili, che oscilla tra i 600 e i 3.000 morti.

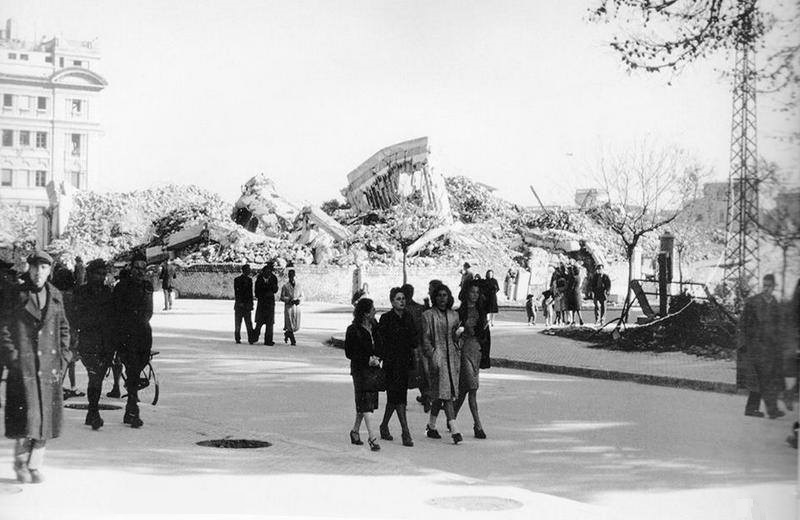
Macerie in via Carducci, nei dintorni di piazza I Maggio; sullo sfondo si intravede palazzo Verrocchio, anch'esso parzialmente colpito

La maggior parte delle vittime furono anziani, donne e bambini, furono colpite la questura, il palazzo delle poste su corso Vittorio Emanuele II, l'istituto tecnico "Tito Acerbo", dove si trovava la caserma per gli allievi piloti; tra questi ultimi si registrò una cinquantina di morti, a causa di una bomba caduta sull'edificio. Molte famiglie che si trovavano nelle case del centro di Castellammare per il pranzo furono colte di sorpresa e cancellate; venne poi colpita la fabbrica di vernici, da cui si sprigionò una nube tossica che rese per ore l'aria irrespirabile. L'attacco improvviso gettò nella confusione anche la gestione dell'emergenza civile, la Croce rossa disponeva di pochi mezzi di soccorso, i volontari dell'UNPA erano dotati soltanto di una maschera antigas, di un elmo e di un'ascia, e così, malgrado la carenza dei soccorsi, alcune persone riuscirono a scampare alla morte, grazie anche all'aiuto dei civili che si misero a scavare tra le macerie degli edifici, spesso a mani nude.
Il 3 settembre fu ordinato lo sgombero civile di Pescara, affinché fossero messi in atto di lavori di ripristino dell'elettricità, dell'acqua, del gas; i resti umani ridotti in condizioni troppo misere per il riconoscimento, vennero ammassati e bruciati per evitare epidemie, anche se diversi cadaveri vennero rinvenuti tra le macerie anche anni dopo la fine del conflitto. Poiché il principale obiettivo di distruggere la ferrovia con la stazione Centrale era stato mancato, la "Radio Londra" parlo di una efficace riuscita azione di guerra contro un importante centro strategico della costa adriatica, annunciando la distruzione degli impianti ferroviari, l'interruzione dei traffici stradali, il danneggiamento del porto, la distruzione dell'Officina Campione e l'abbattimento dei ponti.
Di contro, il Comando Supremo Italiano nel bollettino di guerra n. 1194 del 1 settembre, cercò di non fornire dettagli, parlando semplicemente di aeroplani che avevano colpito le città di Cosenza, Pisa, Catanzaro ecc, causando numerosi morti.

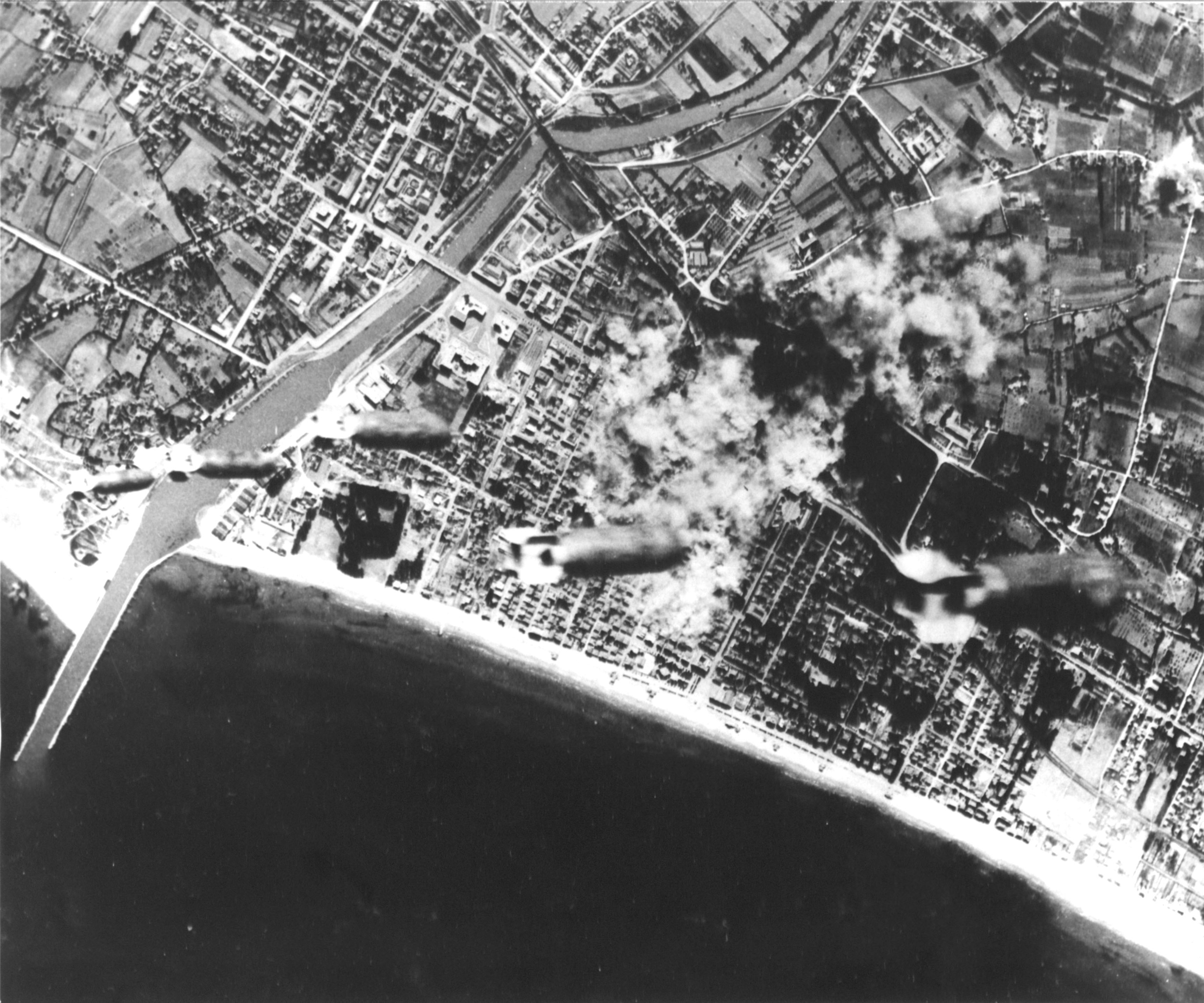
Bombardamento del 20 settembre 1943

Il 14 settembre, pochi giorni dopo l'annuncio dell'armistizio, ci fu il secondo grave attacco. I cittadini, credendo finita la guerra, si riversarono in strada sventolando fazzoletti bianchi, ma la città fu bombardata ugualmente, seguendo il piano del generale Bernard Law Montgomery di prendere Pescara per arrivare a Roma. Con quest'attacco, dopo la fallita distruzione della stazione, si mirava ad altri obiettivi strategici, ossia gli uffici pubblici, il centro cittadino, colpendo anche l'altro quartiere di Portanuova, che era rimasto illeso il 31 agosto. La vecchia prefettura su viale G. D'Annunzio, accanto alla cattedrale, venne distrutta, così come uno stabile in piazza Garibaldi, con notevoli danni anche al Circolo aternino, ex municipio pescarese. Nella centro storico, i bombardamenti interessarono anche l'unica porta storica di accesso, presso le casermette borboniche della vecchia fortezza in via delle Caserme e le due chiese di San Giacomo e del SS. Rosario, risalenti al XVII secolo (nell'area di Largo dei Frentani), che non vennero più ricostruite. Le bombe arrivarono sino a villa Basile, presso i colli e nel quartiere Zanni, al confine con Montesilvano, danneggiando anche lo stabilimento di Leopoldo Muzii con l'arco dell'orologio (che si trovava in viale G. Bovio).
La strage peggiore si consumò nella stazione Centrale, dove i pescaresi si erano ammassati per saccheggiare i vagoni di un treno di rifornimenti diretto a sud fermo in stazione, che trasportava viveri e risorse come farina, zucchero, sigarette, sale. Durante l'assalto ai vagoni giunse l'attacco aereo, ed in pochi minuti perirono in 600 o 900 persone, trucidate dalle bombe che bersagliarono la ferrovia. Questi ultimi eventi convinsero l'80% dei pescaresi ad abbandonare definitivamente la città, ridotta a un ammasso di macerie, mentre la sede amministrativa si spostava nel comune di Spoltore, al tempo frazione della città. Pescara di fatto divenne una città fantasma, con pochi civili ancora nelle case, il che permise di contenere le morti nelle successive incursioni aeree. Fra gli ultimi atti della distruzione di Pescara vi fu il crollo del ponte Littorio, fatto saltare in aria dai tedeschi in ritirata verso nord nel giugno 1944, per impedire i collegamenti tra le sponde del fiume. Il ponte venne immediatamente ricostruito alla fine della guerra, chiamato Ponte Risorgimento.

### La ricostruzione "senza rughe"
Nella ricostruzione del dopoguerra, le amministrazioni percepirono il grande potenziale economico-sociale che la città stava esprimendo già da un trentennio, ossia il fatto che Pescara era un importante punto di collegamento mediante la via Adriatica e Tiburtina con Roma e con le città maggiori di Ancona e Pesaro. La città contava circa 50 000 abitanti all'epoca della guerra, una realtà comunque di provincia, una città nastro che si trova lungo le grandi vie di comunicazione, impostata sin dall'inizio soprattutto per quanto riguarda il quartiere Castellammare su uno schema di lottizzazione a scacchiera.
Lo sviluppo nell'entroterra ancora oggi è marginale; i principali inconvenienti, oltre alle caratteristiche naturali del colle Innamorati e della zona della Madonna dei sette dolori (il centro storico del rione di Pescara colli), sono dati dal fatto che la strada statale 16 Adriatica non aggirava la città, ma la attraversava in tutta la sua lunghezza, mentre la linea ferroviaria, che passava parallela alla statale fra questa ed il mare, divideva nettamente la riviera dalla zona occidentale della città. Questo problema era stato già analizzato dall'ingegnere Luigi Piccinato, che si occupò della ricostruzione di Pescara come di varie altre città italiane distrutte dalla guerra. La ferrovia sarebbe stata spostata a monte per permettere l'espansione della città, e lo spostamento ancora più a monte della strada statale avrebbe liberato il centro dal traffico di attraversamento. Il suo piano prevedeva anche la riorganizzazione edilizia della città, articolandola in quartieri dalle diverse funzionalità e densità abitative, e la salvaguardia delle aree verdi e panoramiche come la Pineta Dannunziana.

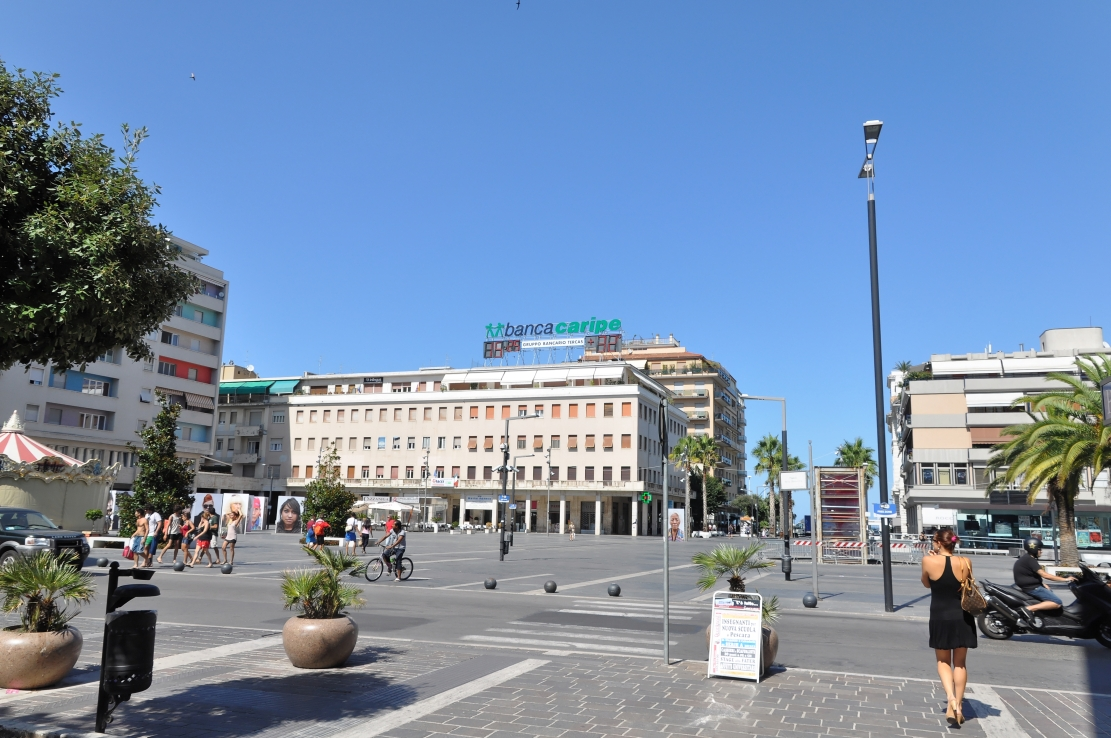
Piazza della Rinascita, nota in città come piazza Salotto

Il piano regolatore di Piccinato venne approvato dal Comune nel 1956, ma una proroga concessa dal Ministero dei Lavori Pubblici, consentì varianti e modifiche al piano, spesso di carattere speculativo, che infine lo stravolsero. Nel 1957 il piano di Piccinato venne utilizzato nel suo rispetto per la ricostruzione della città ad assi ortogonali, conservando la centralità delle due strade maggiori corso Vittorio Emanuele II (per breve tempo detto corso Italia) e corso Umberto I (detto, anche questo solo per qualche anni, corso della Libertà) e riedificando, ad eccezione di Palazzo Muzii, l'intera piazza in chiave moderna, come il simbolo della rinascita pescarese dopo i tragici bombardamento del 1943-44. Già dagli anni '50 e fino agli anni '80 l'aumento esponenziale della popolazione, unito alla scarsa regolamentazione edilizia cittadina e nazionale, portarono ad una massiccia occupazione degli ultimi spazi liberi, e della crescita esponenziale delle cubature, impennando gli indici di densità abitativa spesso a scapito di costruzioni più antiche ed artisticamente rilevanti.

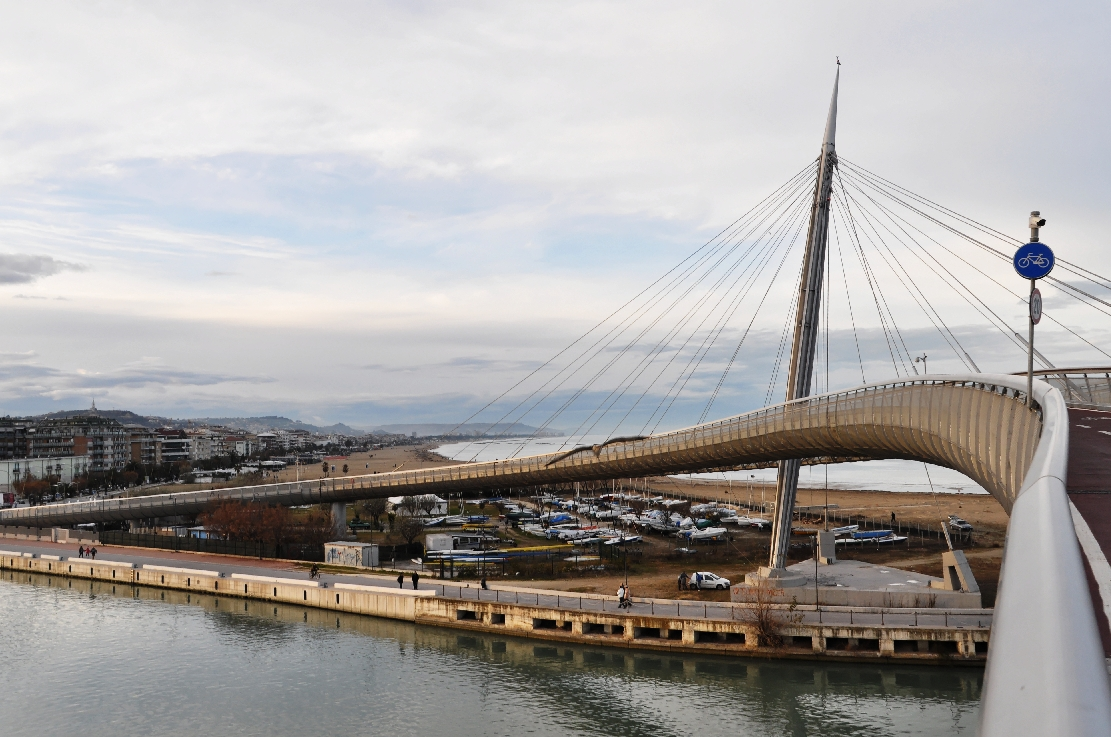
Il ponte del Mare

Il progetto di arretrare a monte ferrovia e strada statale venne presto accantonato, e le due stazioni di Porta Nuova e Pescara Centrale vennero mantenute, con l'evidente difficoltà di costruzione di nuovi quartieri residenziali ad occidente: tutta la zona industriale di Villa del Fuoco, lungo la via Tiburtina, ne risultava scompaginata, le zone verdi rischiarono di scomparire e la pineta De Riseis, affacciata sul lungomare Matteotti, venne notevolmente ridotta; il Parco De Felice fu completamente sostituito da nuove costruzioni e Villa Sabucchi, con la casa neogotica ancora in piedi ma danneggiata dalle bombe, venne demolita ad eccezione di una torretta, che andò a far parte del parco pubblico; la zona adiacente al nuovo stadio Adriatico e alla pineta d'Avalos, precedentemente vincolata a destinazione sportiva, viene invece massicciamente edificata, un altro campo sportivo viene distrutto per la costruzione di un ponte sul fiume mentre per piazza sant'Andrea mancò del tutto un progetto di sistemazione del verde, con la costruzione di un parcheggio antistante il piazzale della nuova parrocchia del 1962. Allo stesso modo iniziò l'espansione sui Colli, con nuove costruzioni che andarono ad occupare l'antica pineta con il viale alberato che da colle Innamorati saliva sino al santuario della Madonna dei sette dolori.
Durante le amministrazioni di Antonio Mancini (1956-63), Nevio Piscione (1985-88), Michele De Martiis (1988-90) e Luigi Albore Mascia (2009-14), Pescara vide occupata quasi tutta l'area ancora verde che non era ancora stata colonizzata prima del 1945, non rispettando il piano regolatore, e negli anni '70 sorsero i nuovi quartieri dell'Ospedale, nell'area dell'ex convento di San Giuseppe dei Cappuccini, di San Donato, di Rancitelli e Fontanelle Nuova. Oggi queste realtà urbane sono note in particolare per cronicizzate situazioni di degrado sociale e la presenza radicata di organizzazioni malavitose locali.

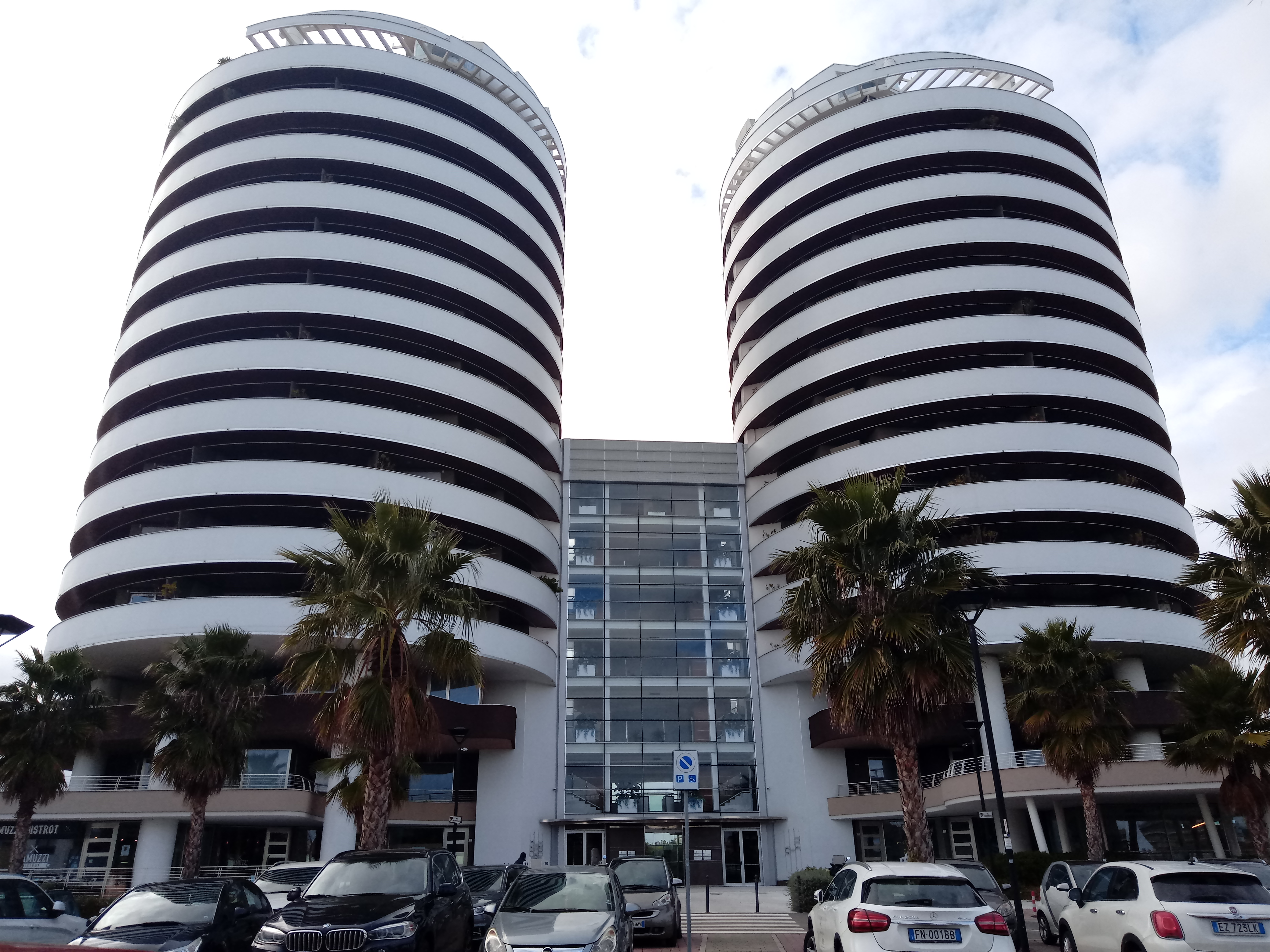
Torri Camuzzi

Nel 1962 venne demolito lo storico Teatro Pomponi, affacciato sul lungomare Matteotti al termine di corso Umberto I, e vi venne realizzato al suo posto un parcheggio, parzialmente occupato dal 2005 dalla chiesa di San Pietro del Mare. Il nuovo grande teatro di Pescara fu inaugurato più a sud, sul lungomare Colombo, nel 1963: il teatro monumento Gabriele D'Annunzio, con il caratteristico obelisco in stile egizio, posto accanto all'auditorium Flaiano. Se quindi da una parte Pescara sancì una rottura definitiva col proprio passato, acutizzata dalla necessità di ricostruire gran parte la città dopo i bombardamenti, dall'altra negli anni '60 si andò oltre con la demolizione di buona parte del patrimonio edilizio superstite per costruirvi palazzi più grandi e moderni, in grado di ospitare quanti più residenti possibile, come ad esempio accaduto al lato meridionale di corso Umberto I o all'ex piazza XX settembre, oggi piazza Alessandrini, dove aveva sede la storica banca di Pescara, che venne completamente stravolta nel suo aspetto di largo-giardino con la costruzione del Tribunale, dal 2016 trasferito più a sud in una sede di dimensioni maggiori; oggi la vecchia struttura ospita il Mediamuseum. Nuovi complessi hanno concorso negli ultimi anni alla riqualificazione di questa zona di Portanuova, come il complesso residenziale e commerciale "Il Molino" del 2006, nei pressi della stazione ferroviaria, il complesso residenziale Torri Camuzzi del 2012 ed il ponte Flaiano del 2017.
Anche l'asse attrezzato, o raccordo autostradale Chieti-Pescara, tangenziale realizzata nella metà degli anni '70, ha inciso notevolmente sulla mobilità urbana (sebbene l'opera sia stata criticata per l'importante impatto estetico sul lungofiume ed il centro storico cittadino), riducendo notevolmente i tempi di percorrenza fra le due città. Venne realizzato lungo la direttrice della via Tiburtina nella val Pescara, lambendo il fiume nella riva sud, attraversando tutto il quartiere Portanuova, e finendo in prossimità del lungomare Cristoforo Colombo, all'altezza del ponte del Mare, il ponte ciclopedonale realizzato nel 2009 per collegare le due riviere cittadine presso la foce fluviale. Malgrado la costruzione tumultuosa e spesso selvaggia di intere zone cittadine senza un preciso piano, Pescara già dagli anni '50 si apprestava a diventare la città principale d'Abruzzo non solo al livello economico e demografico, ma anche turistico e politico, diventando dal 1971, insieme allo storico capoluogo aquilano, sede del consiglio, della giunta e della maggior parte degli assessorati regionali.